# Hemoragická horečka s renálním syndromem
Hemoragická horečka s renálním (ledvinovým) syndromem (Hemorrhagic Fever with Renal Syndrome - HFRS), též Hantavirová nemoc, virová nemoc Hanta (Hantaan) je zoonoózou, způsobenou hantaviry. Pojmenování vzniklo podle korejské řeky Hantan. Projevuje se horečkou, krvácením a selháním ledvin.

## Původce
Nemoc vyvolává virus Hanta z rodu Hantavirus a čeledi Bunyaviridae.

## Rezervoár
Savci jsou hostiteli hantavirů, v tomto případě se jedná o hlodavce myšici temnopásou (Apodemus agrarius).

## Výskyt
Historicky na Dálném východě. Na Balkánském poloostrově od poloviny 50. let 20. století epidemické výskyty. Na jižní Moravě a Slovensku jen vzácně a to jen s velmi lehkým průběhem. V Africe.

## Přenos
Nákaza se přenáší kontaktem s močí, slinami nebo výkaly hlodavců, dále ve formě aerosolu (prachu) či kontaminovaných potravin. Profesně jsou nejvíce vystaveni zemědělci.

## Klinický obraz (příznaky nemoci)
- část nákaz probíhá bezpříznakově nebo s jen velmi mírnými příznaky[2]
- hlavní příznaky: horečka a akutní selhání ledvin s hemoragickými projevy nebo i bez nich.[2]
- další příznaky: bolesti svalů, hlavy, nevolnost, drobné krvácivé skvrnky (petechie) a oční či spojivkové krvácení.[1]
- V závažnějších případech výtok krve z nosu (epistaxe), výskyt krve (makrohematurie) a masivní výskyt bílkovin v moči (proteinurie), černá stolice (natrávená krev), krvácení do hypofýzy, krvácení kolem ledvin (perirenální hematom)[1]
- Klinickým projevům se věnoval i grant č. 313/95/1251 Grantové agentury ČR.[2]

## Inkubační doba
Běžně 1 až 2 týdny, nanejvýš 40 dnů.

## Léčba
Symptomatická, při selhání ledvin (renálním syndromu) hemodialýza.

## Míra úmrtnosti
Smrtnost do 10 %.

## Následky nemoci
?

## Případy výskytu
- Přírodní ohniska existují na Dálném východě po staletí.
- Od poloviny 20. století se epizodně rozšířila až na Balkánský poloostrov, vzácně až k hranici mezi Čr a Sr (jižní Morava).
- Během korejské války onemocnělo cca 3 000 amerických vojáků.[2]
- Ročně na světě onemocní kolem 200 000 lidí, z nichž 4-20 000 umírá.[2]